# A Whole New World

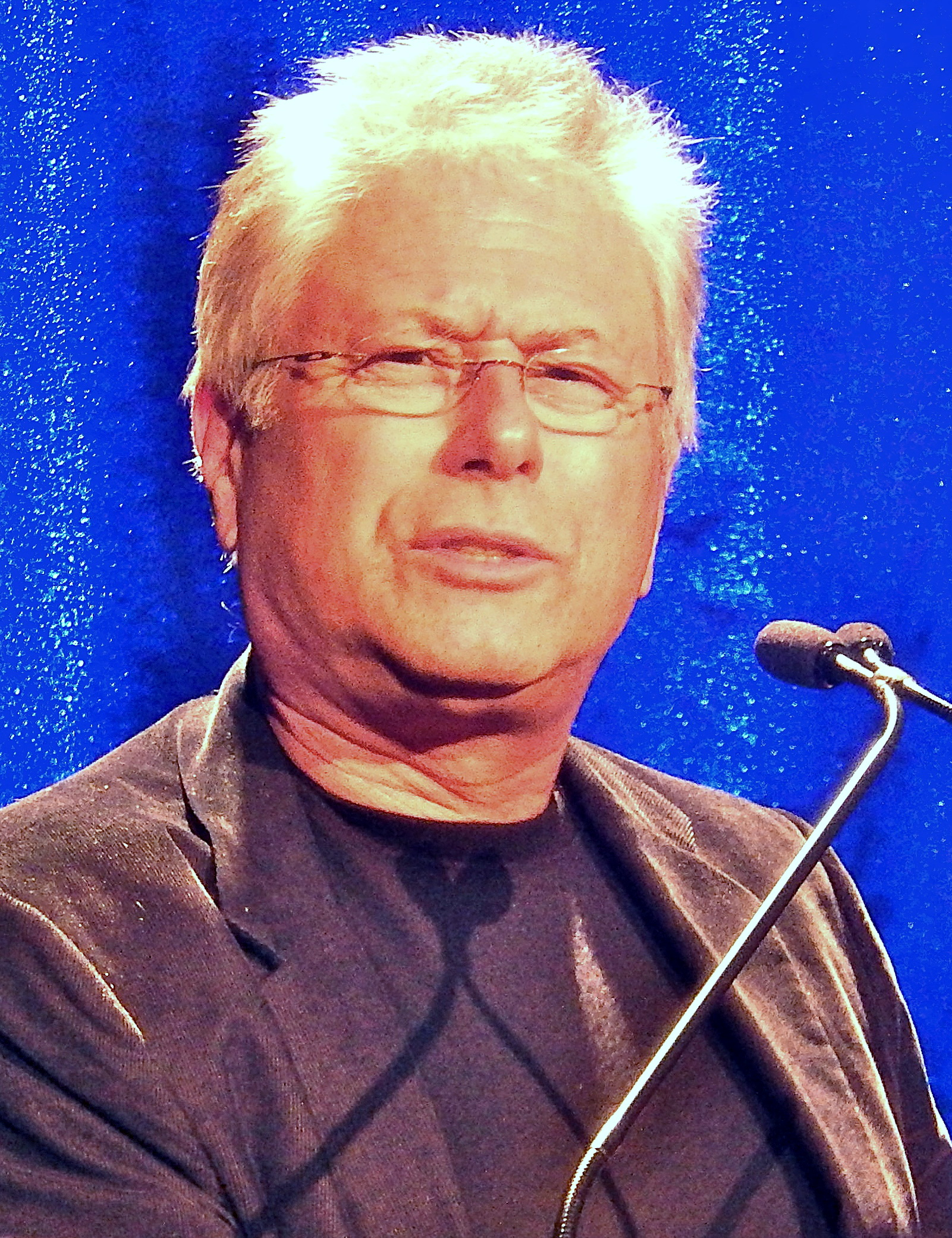
Алан Менкен, композитор пісні «Нове життя»(«A Whole New World»)

A Whole New World (укр. «Цілий Новий Світ», «Нове Життя») — ключова пісня класичного анімаційного художнього фільму Дісней «Аладдін» 1992 року, яка була написана Аланом Менкеном на слова Тіма Райса. Це любовна балада у виконанні Аладдіна та Жасмін під час прогулянки чарівним килимом. 1992 року «A Whole New World» була нагороджена «Золотим глобусом». У березні 1993 року ця пісня посіла перше місце в популярному чарті Billboard Hot 100.
Оригінальну версію у фільмі співають Бред Кейн та Леа Салонга. Вони виконали музику своїх героїв на церемонії вручення премії «Оскар» у 1993 році, де отримали «Оскар» за найкращу оригінальну пісню.
Пісня «A Whole New World» також здобула премію «Греммі» в номінації «Пісня року» на 36-й церемонії вручення премії «Греммі» у 1994 році, ставши першою і поки що єдиною піснею Діснея, яка перемогла в цій категорії, крім цього разом з іншими піснями з мультфільму стала номінантом на премію BAFTA у 1994 році за найкращу музику до фільму.

## Опис

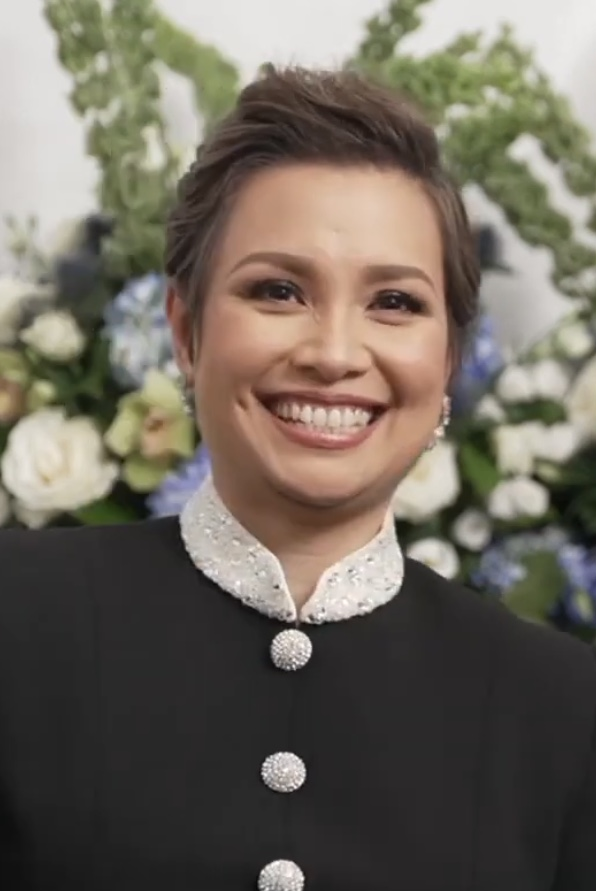
Леа Салонга — голос принцеси Жасмін у пісні

Пісня була записана в Нью-Йорку та випущена 31 жовтня 1992 року Walt Disney Records. Належить до поп-жанру, тривалість — 2 хвилини 40 секунд.
Виконується в дуеті: чоловічий та жіночий голос. Переважна частина пісні повторюється, два голоси співають мелодію пісні з різницею в октаву протягом всієї пісні. Здебільшого співають по черзі, але також є невеликі вставки та фінальна частина пісні, де Жасмін та Аладдін співають одночасно.
У рімейку 2019 року її грають актори Мена Массуд (Аладдін) і Наомі Скотт (Жасмін). У титрах її виконують Зейн Малік і Жавія Ворд в оригінальній версії.

### Українська версія
Українську версію пісні виконали Арсентій Примак (Аладдін) і Дарина Мамай-Сумська (Жасмін).
Українську версію рімейку 2019 року виконали Станіслав Мельник (Аладдін) і Ольга Жмуріна (Жасмін).